# Латук
Лату́к (лат. Lactūca; также Сала́т, или устар. «Молокан») — род цветковых растений семейства Астровые (Asteraceae).
Самый известный вид латук посевной (Lactuca sativa) культивируется в качестве пищевого салатного растения.

## Этимология
Научное название рода произошло от латинского слова lac («молоко»), что связано с содержащимся в растении млечным соком, который выделяется при повреждении стеблей и листьев.

## Биологическое описание

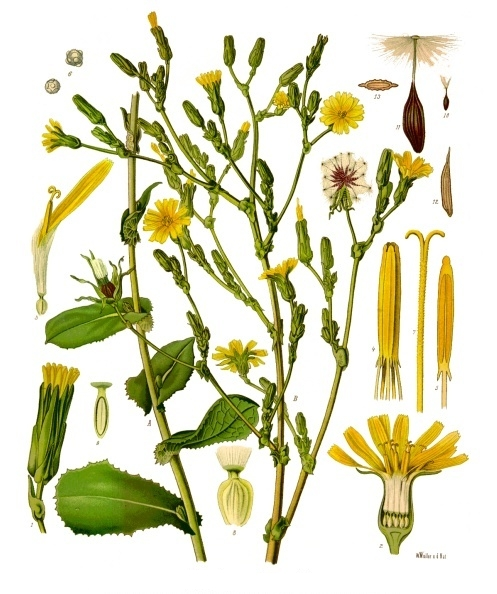
Латук ядовитый (Lactuca virosa)

Виды рода весьма разнообразны и представлены различными жизненными формами, такими как однолетние, двулетние и многолетние травянистые растения, или кустарник.
Растения с прямостоящим стеблем, обладают стержневым корнем, порой утолщённым. Некоторые виды являются корнеотпрысковыми растениями. Листья расположены очерёдно, имеют форму от линейной до яйцевидной, могут быть цельные или перисторазделённые. Соцветия — корзинки с 10—30 язычковыми цветками, жёлтой или голубой расцветки. Плоды — семянки, снабженные короткими носиками и несут щетинистые хохолки.
Во всех частях растения содержится млечный сок.

## Распространение
Распространены по всему миру, но в основном в умеренных районах Евразии. Большинство дикорастущих видов ксерофиты, приспособлены для сухих мест, но есть виды, предпочитающие более влажные регионы, например, обитающие в горах центральной Африки.

## Использование
Самый известный представитель — популярный овощ кочанный салат (Lactuca sativa), у которого в культуре известно множество сортов, возделываемых в коммерческих масштабах и широко продаваемых повсюду в мире. Другие виды являются распространёнными сорняками.
Латук компасный (Lactuca serriola) является компасным растением.

## Классификация

### Таксономия[6]
Lactuca L., 1753, Sp. Pl. : 795
Род Латук относится к семейству Астровые (Asteraceae) порядка Астроцветные (Asterales). Кладограмма в соответствии с Системой APG IV:
|  |                                      |  |                                   |                                   |                    |  | ещё 10 семейств |               |               |                                                                                 |
|  |                                      |  |                                   |                                   |                    |  |                 |               |               | 123 подтвержденных и 90 в статусе "непроверенных" видов и инфравидовых таксонов |
|  |                                      |  |                                   | порядок Астроцветные              |                    |  |                 |               | род Латук     |                                                                                 |
|  |                                      |  |                                   | порядок Астроцветные              |                    |  |                 |               | род Латук     |                                                                                 |
|  | отдел Цветковые, или Покрытосеменные |  |                                   |                                   | семейство Астровые |  |                 |               |               |                                                                                 |
|  | отдел Цветковые, или Покрытосеменные |  |                                   |                                   |                    |  |                 |               |               |                                                                                 |
|  |                                      |  | ещё 63 порядка цветковых растений | ещё 63 порядка цветковых растений |                    |  |                 | ещё 1804 рода | ещё 1804 рода |                                                                                 |
|  |                                      |  |                                   | ещё 63 порядка цветковых растений |                    |  |                 |               | ещё 1804 рода |                                                                                 |

## Виды

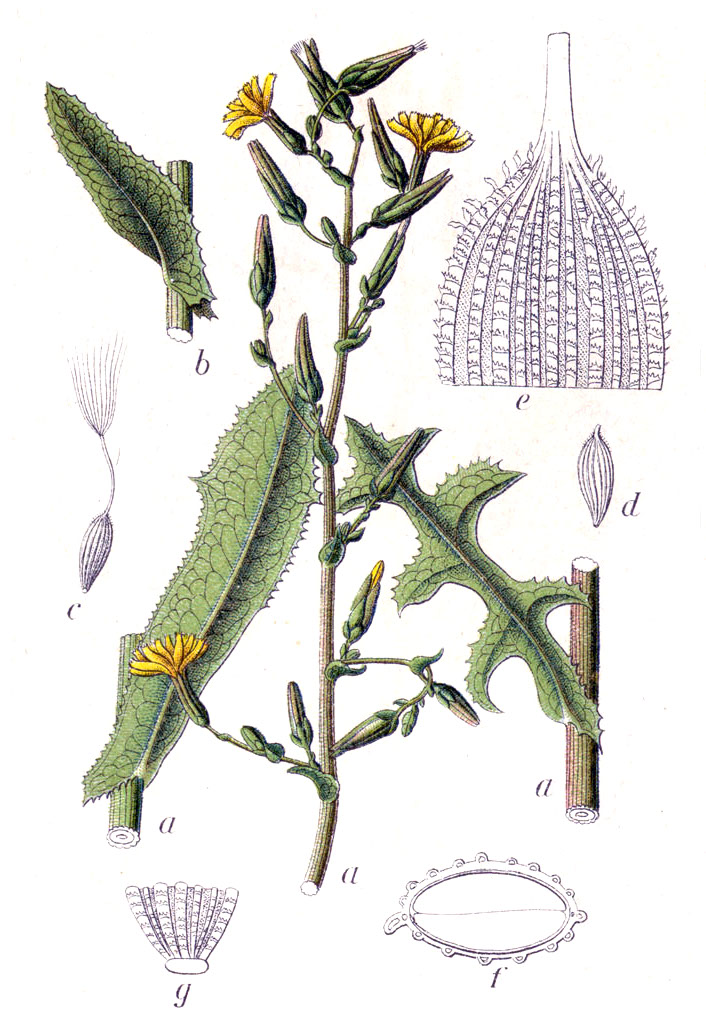
Латук компасный (Lactuca serriola)

По информации базы данных The Plant List, род включает 147 видов:
Некоторые виды:
- Lactuca muralis  (L.) Gaertn. — Латук постенный, или  Латук стенной
- Lactuca perennis L. — Латук многолетний
- Lactuca quercina L. — Латук дубравный [syn.  Lactuca  chaixii Vill.] [syn.  Lactuca stricta Waldst. & Kit.] — содержит затвердевающий на воздухе млечный сок (лактукарий)
- Lactuca sativa (L.) typus[1] — Латук посевной
- Lactuca  serriola L. — Латук компасный, или Латук дикий — двулетнее или однолетнее сорное растение с жёлтыми цветками и с почти вертикальными листьями, в ясную погоду ориентированными с севера на юг
- Lactuca sibirica  Benth. ex Maxim.  — Латук сибирский
- Lactuca  tatarica (L.) C.A.Mey. — Латук татарский, или Молокан татарский — сорное растение
- Lactuca tenerrima Pourr.
- Lactuca virosa L. — Латук ядовитый